# Kulsan sa
Kulsan sa (굴산사 Klasztor Urwistej Góry) – koreański klasztor, jeden klasztorów Dziewięciu górskich szkół sŏn.

## Historia klasztoru
Klasztor został wybudowany przez mistrza sŏn T'onghyo Pŏmila w roku 851 na górze Sagul. W tym klasztorze narodziła się szkoła sŏn - sagul.
Ta szkoła sŏn była najbardziej widoczna w okresie Koryŏ. Później przez dziewięć lat praktykował w nim mistrz sŏn Chinul, do 1182 roku. Jednak po zniszczeniu klasztoru, nie został on nigdy odbudowany. Przez długi okres nie przeprowadzano żadnych prac na terenie byłego klasztoru. W 1999 r. odnowiono stupę. Dopiero po przejściu tajfunu Ruso i towarzyszącej mu powodzi w 2002 r., w latach 2002-2004 dokonano inspekcji, przekonano się o historycznej doniosłości miejsca i w czerwcu 2003 roku awansowano je na Historyczne Miejsce nr 448.
Jednak za poważniejsze prace wykopaliskowe i badania naukowe zabrano się dopiero w 2010 r. Okazało się, że klasztor rozpościerał się na obszarze 31500 m kw. Odkopano dużą ilość pozostałości po klasztorze. Zidentyfikowano kilka budynków (m.in. Salę Dharmy i Salę Wykładów) oraz staw.

## Znane obiekty
- Kamienna stupa - lokalny Skarb nr 85
- Wsporniki masztów flagowych - lokalny Skarb nr 86
- Kamienny Budda - Materialna Kulturalna Spuścizna [rejonu] Gangwon nr 38

## Adres klasztoru
- 731 Haksan-ri, Gujeong-myeon, Gangneung, Gangwon-do, Korea Południowa